# Bradypodion tavetanum
Bradypodion tavetanum este o specie de cameleoni din genul Bradypodion, familia Chamaeleonidae, descrisă de Steindachner 1891.

## Subspecii
Această specie cuprinde următoarele subspecii:
- B. t. tavetanum
- B. t. boehmei